# Asami Abe
Asami Abe (jap. 安倍 麻美, Abe Asami; * 27. Februar 1985 in Muroran, Hokkaidō) ist eine japanische Sängerin und Schauspielerin sowie jüngere Schwester des J-Pop-Idols Natsumi Abe. Sie begann ihre Karriere mit Werbeauftritten für Nintendo und erschien zudem in einigen Doramas im Fernsehen.

## Biographie
In den Fußstapfen ihrer Schwester konnte Asmai 2003 in der J-Pop-Musikszene Japans Aufmerksamkeit erzielen; ihre Debütsingle mit dem Titel Riyū wurde im Juni desselben Jahres veröffentlicht. Bis 2008 veröffentlichte sie sechs Singles, den Roman Baka Mitai (バカみたい。), zwei Studioalben, drei Fotobücher und beteiligte sich an drei Filmen und zwei Doramas.
Im Jahre 2006 spielten sie und ihre ältere Schwester die Hauptrolle in einem japanischen Dorama über das Duo The Peanuts und deren Erfolg in den 1960er Jahren.
Am 15. Mai 2007 wurde bekannt gegeben, dass Asami Abe im Trio Gyaruru die Sängerin Nozomi Tsuji ersetzen wird. Als erste Single daraus entstand Boom Boom Meccha Maccho! am 20. Juni 2007. Die Gruppe war bis 2008 aktiv.
Asami Abe heiratete 2011 und zog sich hiermit aus der Unterhaltungsbranche zurück.

## Diskografie

### Alben
- Wishes (2003)
- 4 colors (2004)

### Singles
- Riyū (理由, 2003)
- Our Song (2003)
- Kimi o Tsureteiku (きみをつれていく, 2003)
- Sotsugyō (卒業, 2004)
- Jōnetsu Setsuna (情熱セツナ, 2004)
- Everyday (2004)

### Videoalben
- A Girl ~I Wish Upon a Song~ (2003)
- Asamix! (2004)
- Sweet Heaven (2004)